# Villamanrique
Villamanrique – gmina w Hiszpanii, w prowincji Ciudad Real, w Kastylii-La Mancha, o powierzchni 370 km². W 2011 roku gmina liczyła 1370 mieszkańców.